# Ahad Kazemi
Ahad Kazemi (21 de maio de 1975) é um ciclista profissional iraniano. Estreia como profissional em 2003 depois de se ter destacado anteriormente no Tour do Azerbaijão (por então corrida amador). Todos os seus postos destacados os conseguiu na Ásia, exceto uma corrida amador que ganhou em Karbach (Alemanha), destacando em 2006 onde se fez com o Campeonato do Irão em Estrada e foi terceiro no UCI Asia Tour curiosamente quando voltou a ser amador subindo de novo ao profissionalismo um ano depois.
Em fevereiro de 2010 foi sancionado por dopagem por consumo de metenolona com 2 anos de suspensão.

## Palmarés
| 2002 - 2º no Campeonato Asiático em Estrada 2004 - Volta à Turquia 2005 - Tour do Leste de Java, mais 1 etapa - Tour de Milad du Nour - Tour de Taiwan, mais 1 etapa 2006 (como amador) - 1 etapa do Tour do Azerbaijão - Campeonato do Irão em Estrada - 3º no UCI Asia Tour 2007 - 2 etapas do Tour do Azerbaijão - 1 etapa do Tour de Milad du Nour - Tour da Tailândia, mais 1 etapa - 2ª no Campeonato do Irão em Estrada | 2008 - International Presidency Tour, mais 1 etapa - Tour de Milad du Nour, mais 1 etapa 2009 - Tour do Azerbaijão, mais 1 etapa 2015 - 2ª no Campeonato do Irão em Estrada - 1 etapa do Tour de Singkarak - 1 etapa do Tour de Fuzhou |

## Equipas
- Giant Asia Racing Team (2002[5][6]-2005, 2007[7])
- Tabriz Petrochemical Team (2008-2010)
  - Tabriz Petrochemical Team (2008)
  - Tabriz Petrochemical Cycling Team (2009-2010)
- Tabriz Petrochemical Team (2015)
- Tabriz Shahrdari Team (2016)